# Xiphophyllum
Xiphophyllum is een geslacht van rechtvleugeligen uit de familie sabelsprinkhanen (Tettigoniidae). De wetenschappelijke naam van dit geslacht is voor het eerst geldig gepubliceerd in 1960 door Beier.

## Soorten
Het geslacht Xiphophyllum omvat de volgende soorten:
- Xiphophyllum abbreviatum Brunner von Wattenwyl, 1895
- Xiphophyllum acuminatum Brunner von Wattenwyl, 1895
- Xiphophyllum angustelaminatum Beier, 1960
- Xiphophyllum connexum Brunner von Wattenwyl, 1895
- Xiphophyllum granosum Brunner von Wattenwyl, 1895
- Xiphophyllum latipenne Beier, 1960
- Xiphophyllum limbatum Beier, 1960
- Xiphophyllum pallidenotatum Brunner von Wattenwyl, 1895
- Xiphophyllum verrucosum Brunner von Wattenwyl, 1895
- Xiphophyllum atricauda Caudell, 1918
- Xiphophyllum atrosignatum Brunner von Wattenwyl, 1895
- Xiphophyllum brunneum Beier, 1960
- Xiphophyllum unicolor Beier, 1960